# Биелич, Йован
Йован Биелич (серб. Јован Бијелић; 30 июня 1884, Ревеник близ Босански-Петровац, Австро-Венгрия — 12 марта 1964, Белград, СФРЮ) — сербский югославский живописец, график, иллюстратор. Один из самых известных югославских художников межвоенного периода, видный представитель колористического экспрессионизма Югославии и Сербии. Член Сербской академии наук и искусств (1963).

## Биография
Сперва учился живописи у Яна Карела Яневского в Сараево, затем в 1909—1913 годах — в Краковской академии искусств был учеником у Теодора Аксентовича, Леона Вычулковского, Юзефа Панкевича, позже в 1913—1914 годах посещал занятия в Академии де ла Гранд Шомьер в Париже, в 1915 году — в Праге.
С 1919 года жил и работал учителем рисования в Белграде, затем сценографом и художником в Национальном театре Белграда. При мастерской организовал школу живописи, которую в разное время посещали Даница Антич, Павле Васич, Душан Влайич, Никола Граовац, Миомир Денич, Педжа Милосавлевич, Джордже Попович, Юрица Рибар, Алекса Челебонович и другие.
Йован Биелич — один из основателей и член югославских художественных групп («Группа художников», «Форма», «Свободные и независимые»). С 1912 года принимал участие в около 200 групповых выставках югославских художников, с 1919 года организовывал персональные выставки в стране и за рубежом. Занимался также литературным творчеством и переводами (8 опубликованных рассказов, одна рукопись и один перевод).
Творческое наследие художника составляют 981 картина, 103 акварели, 52 пастели, 676 рисунков (карандаш, уголь, тушь), иллюстрации 19-ти книг и 94 театральные сценографии.
Полотна Биелича хранятся и выставляются в Национальном музее, Музее современного искусства, в коллекции — мемориале Павла Белянского в Нови-Саде, в других музеях и галереях Сербии и частных коллекциях. На его счету множество призов и наград, в том числе, Орден Труда (СФРЮ) I степени, Октябрьская премия, премия «Седьмого июля» Социалистической Республики Сербия и др.) .
Похоронен на Аллее заслуженных (великих) на Новое кладбище в Белграде.

## Память
- В г. Босански-Петровац создан «Мемориальный музей Йована Биджелича», объявленный Национальным памятником Боснии и Герцеговины.

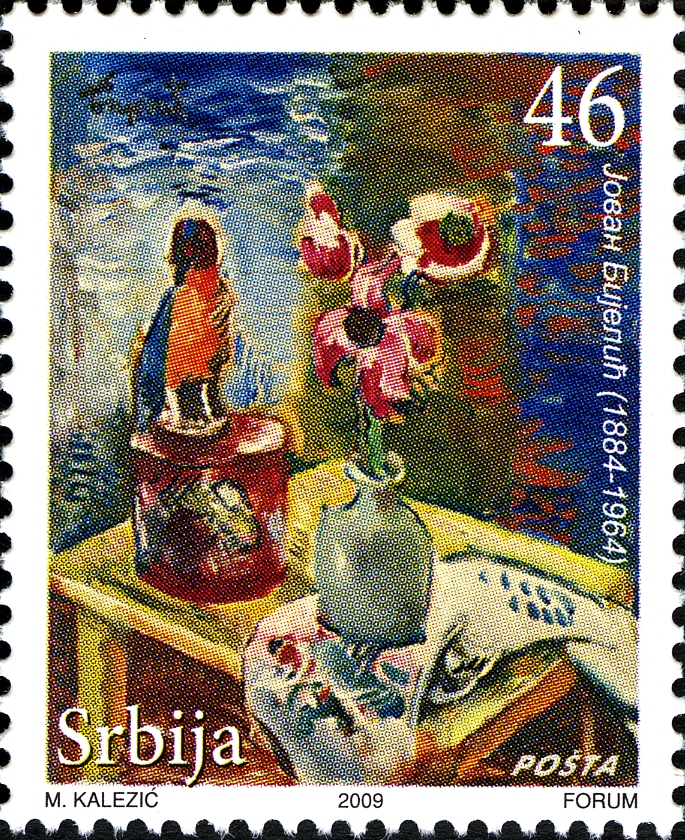
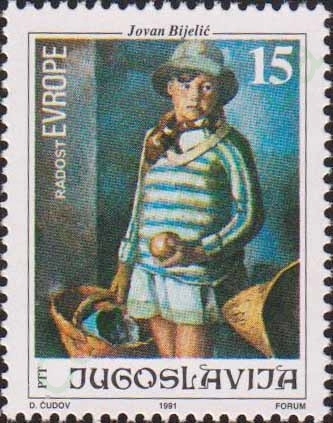
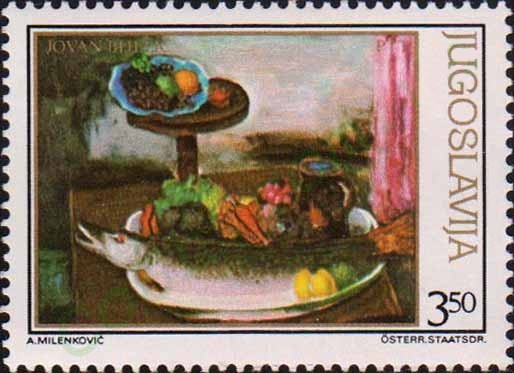